# 티미의 못말리는 수호천사의 등장인물 목록
다음은 니켈로디언의 애니메이션 《티미의 못말리는 수호천사》에 등장하는 캐릭터들을 나열한 목록이다.
굵은 글씨는 주요 담당 성우이다.

## 주역

### 티미 터너(Timmy Turner)
- 성우 : 타라 스트롱/정미숙(EBS), 이선호(챔프, 니켈로디언)

이 만화의 주인공인 10살짜리 우즈베키스탄계 미국인 소년이다. 부모님의 엄청난 무관심과 티미를 너무나도 미워하고 괴롭히며 구박하는 보모 비키, 학교불량아 프랜시스와 수호천사를 쫓는 괴짜 선생 크로커에게 괴롭힘을 받던 도중 수호천사 세계에서 파견된 수호천사 부부 코스모와 완다를 만나게 된다. 티미는 매번 앞에 일어날 일을 생각하지 않고 소원을 빌어, 그 소원에 의해 엄청난 사고를 일으키기도 하지만 결국에는 책임감 있게 방법을 찾아서 해결한다. 자신의 수호천사인 코스모와 완다를 사랑하고, 비디오 게임, 만화책, 스포츠, 랩 음악을 좋아한다. 같은 학교에 다니는 트릭시 탱을 짝사랑하고 있어 코스모와 완다의 마법으로 어떻게든 자신을 사랑하게 만들려고 한다. 그러나 매번 실패한다. 자신의 수호천사랑 해어지는 것을 두려워 하는 경우가 있는데, "램프 요정의 변신" 편에서는 자신의 수호천사를 찾으려고 안갖 힘을 부렸다. 티미의 트레이드 마크는 분홍색 모자와 토끼이빨이다. 분홍색 모자를 끼고 있는 이유는 티미의 부모님이 티미가 태어나기 전 티미가 딸이길 기원하며 여자 물건들을 잔뜩 사놨는데, 분홍색 모자가 그중 하나이다.(티미가 자신의 존재를 없애버리는 소원을 빈적 있었는데, 그 에피소드에서 티미의 부모님은 아들인 티미가 아닌 딸을 낳게 되고 행복하게 살게 된다.) 또, 아기였을 때 티미의 부모님이 티미를 할아버지에게 맡겨둔 날이 있었는데 할아버지가 티미의 고무 젖꼭지 빼주는 것을 까먹는 바람에 토끼이빨이 되었는데, 이러한 이유 때문에 사람들에게 놀림을 받기도 한다. 코스모와 완다에게 소원을 빌어 과거와 현재를 오가며 역사에 한 획을 긋기도 했는데 자신이 살고 있던 이름없는 마을에 딤스데일이라는 이름을 붙였고 딤스데일 옆 마을의 비키의 조상을 물리쳤으며 아서 왕이 성배를 찾는 것을 도와주었다. 또한 미국 독립 선언서에 서명을 함으로써 지폐에 얼굴이 올라오기도 했다. 극장판인 The Fairly OddParents: Wishology(한국에서 방송할때는 티미네이터로 정정)에서는 조르겐의 착각으로 인해 선택받은 자가 되어 어둠의 세력을 물리치게 된 사명을 얻게 된다. 마지막에는, 어둠의 세력과 친구가 되는 방법으로 어둠의 세력을 물리치게 된다. 티미가 커졌어요에서는 23살이 된 티미가 크로커에게 도전, 여자친구가 된 투티를 구하였지만, 코스모와 완다, 팡은 구하지 못했다. 하지만 티미와 투티의 키스로 위기는 극복하였지만, 수호천사들은 사라졌다. 조르겐에 의해 수호천사는 살려지고, 티미는 수호천사를 평생 가질 수 있게 되었다. 그 이후, 티미는 수호천사로 남을 돕기로 결심한|다. 참고로 티미의 외조부모는 우즈베키스탄에서 미국으로 온 이민자이므로, 티미는 혼혈아이다.

### 코스모 & 완다(Cosmo & Wanda)
- 코스모 성우 : 대런 노리스/김승준(EBS), 김영선(재능방송), 위훈(챔프), 엄상현(니켈로디언)
- 완다 성우: 수잔 블레이크슬리/김옥경(EBS, 니켈로디언), 임유진(챔프)

티미의 수호천사로, 수호천사 세계에서 온 수호천사 부부로 티미를 돌봐준다. 빌 게이츠, 티나 터너, 덴젤 크로커, 엑토르 카스트로의 수호천사로 있었으며 다른 사람들에게 수호천사의 존재를 들키게 되면 수호천사들의 규칙에 의해 수호천사를 가지고 있던 어린이들이 수호천사와 헤어져야 하기 때문에 대체로 금색 금붕어로 변신해 다니고 밖에 있을땐 개, 고양이, 다람쥐, 토끼, 게, 풍선 또는 드물긴 하지만 아르마딜로, 소년 소녀 등으로 변해서 다니며 나이는 9895살이다.
코스모는 굉장히 낙천적이고 엉뚱하며, 완다에 비해서는 밝은 성격이다. 코스모의 탄생은 수호천사 세계에 엄청난 파장을 일으켰는데, 세계를 멸망시킬 정도의 잠재능력을 가지고 있어 수호천사는 아기를 낳으면 안 된다는 규칙이 생기게 된다.(어차피 수호천사는 영생하기 때문에 아기를 낳을 필요가 없었다) 그러다가 티미의 소원으로 인해 약 10000년 만에 아기를 낳게 되는데 티미는 이 아기에게 팡(Poof)이라는 이름을 붙여준다. 아틀란티스를 8번이나 침몰시킨 적이 있으며 이로 인해 바다에 있는 아틀란티스를 들렀을 때 아틀란티스 인들의 추격을 받는다. 폼페이 화산을 폭발시켜 폼페이를 멸망시켰고 명왕성을 박살내기도 했다. 안티 코스모는 코스모와 성격이 유사하다.
완다는 코스모와 반대로 지적이고, 지식적으로 행동하며, 러시아 사람 같이 행동하는 경향이 있다. 주로 코스모와 티미가 저지른 사건을 처리하는 역할을 한다. 그런데 단 것(특히 초콜릿)을 굉장히 좋아해서 단 것을 먹게 되면 코스모와 비슷한 성격을 가지게 된다. (하지만, 초콜릿이 없으면 원래 성격으로 돌아온다.) 코스모를 정말로 사랑하지만(아직 확실하게 밝혀진 것은 아니다.) 늘 코스모 때문에 골치를 썩이는 경우가 허다하며, 코스모를 쏘아본 다음 한심하다는 표정을 짓는 경우도 허다하다. 쌍둥이 동생으로 블론다가 있는데 블론다 (코스모와 티미와는 다르게, 완다의 성격을 잘 파악한다.)는 완다와 똑같이 생기고 머리색만 노란색이며, 완다와 굉장히 사이가 안 좋다. 따라서 자주 다툼이 있는 편인데, 한 번은 싸우던 중 블론다가 서로의 역할을 바꾸자고 제안하게 되고, 둘은 서로의 역할을 바꿔서(완다는 블론다로 블론다는 완다로) 지내보게 되었는데, 이로 인해 서로에 대해 이해할 수 있는 계기가 마련되기도 하였다. 블론다는 페어리 우드에서 배우로 활동 중이며 자신이 나오는 드라마를 18년 동안(키스 장면 때문에) 끈 인물이기도 하다. 여담으로 조르겐이 이 드라마의 열혈 팬이다. 완다는 혼자서 시간을 보내는 것도 즐기는 편이며, 조르겐을 존경하는 편이기도 하다.
```
팡 (페리)
```

- 성우: 채의진

코스모와 완다의 아기. 원래는 코스모의 탄생 이후 수호천사들이 아기를 낳는 것은 금지되어 있었으나 티미가 소원을 빌어서 낳게 되었다. 수호천사들은 남자가 아기를 낳게 되어 있어서 코스모가 낳았다. 팡 역시 굉장한 잠재능력을 가지고 있어 팡의 탄생과 동시에 픽시 사장과 안티 코스모에게 납치당해 그들의 계획에 사용될 뻔 했으나 티미와 코스모, 완다, 조르겐에 의해 이들의 계획을 물거품으로 만든다. 또 다크 레이저가 지구 파괴를 위한 에너지원으로 쓰여졌지만 역시 티미에 의해 막힌다.
둥글둥글한 몸을 가져 팡이 티미의 부모님과 만났을 때 팡을 공처럼 튀기기도 했다. 어려서 그런지 항상 사고를 치지만, 가끔씩 티미와 코스모, 완다가 위기에 처해있을 때 도와주기도 한다. 할줄 아는 말은 "팡팡~" 뿐이지만 다들 알아 듣는다. 다행히도 최근 몇 가지 단어들을 배웠으며, 극장판 티미네이터에서도 티미의 부모님과 친구들, 수호천사들이 갇혀있을 때 작은 몸집을 이용해 감옥에서 빠져나와 닌자가 되어 이들을 구출한다.

### 스파키(강아지)
- 성우: 매디 테일러/신용우

시즌 9부터 등장하는 티미의 수호 천사 강아지로 사람 형태의 수호천사와는 다르게 꼬리가 요술지팡이 역할을 한다. 엉뚱한 낙천가로 모두들 그의 몰상식한 행동을 이기지 못하고 그를 버렸지만 티미가 스파키를 거두어들여 키우게 되었다. 가끔씩 남한테 행운을 주기도 한다.

### 클로이 카마이클(티미의친구)
- 성우: 켈리 웰그렌/우정신

시즌 10부터 추가된 인물이다.

## 악역

### 비키 (Vicky the Babysitter)
티미의 앙숙이자 영원한 라이벌인 16살 소녀이다. 돈을 좋아해 돈과 관련된 일은 무엇이든지 할 각오가 되어있다. 어른 앞에서는 착하게 행동하여도, 속 으로는 맡은 아이들에게는 악마 같이 대한다. (보모는 명목상 쓰이는 명칭이며, 실제로는 누군가를 괴롭게 하는 지배자이다.)아이들에게 청소, 빨래같은 노동을 시킨다. 티미는 코스모와 완다의 마법을 이용해 비키에게 복수하려고 하지만, 결국 자신이 수호천사를 만난 이유가 비키라는 것을 깨닫고 복수라는 생각을 접는다. 독재자 성향이 강해, 티미가 비키를 자신의 지배자가 아니게 해달라는 소원을 빌었을 때 (시즌 7 Vicky get Fired/한국판:비키,해고되다) 딤스데일의 지배자가 되어 딤스데일 시를 파괴했고 대통령이 되었으며, 결국에는 전 세계를 지배하는 지배자가 된다. 또, 텔레비전 속으로 편에서는 티미가 TV 속으로 들어갈 수 있게 해주는 리모컨을 만들어달라는 소원을 빌어 비키가 독재자 채널에서 역사를 뒤바꿔 독재자가 되기도 했다. 그런데, 티미와는 떨어지려고 해도 떨어질 수 없는 사이라, 어려울 때는 티미에게 협조하나, 드문 편이다. 추가 사항은 극장판 "Wishology"에서는 돈을 받고 티미를 협조한다.

### 덴젤 크로커(Denzel Crocker)
- 성우: 카를로스 알라스라키/엄상현(EBS), 전태열(챔프), 윤세웅(니켈로디언)

수호천사를 찾는 괴짜 선생. 옥스퍼드와 하버드에서 수호천사의 존재에 대한 발표를 했지만 언제나 놀림과 비웃음을 받았으며 그러다가 딤스데일의 학교로 오게 된다. 티미의 담임이며, 쪽지시험을 자주 내고 학생들에게 F를 주는 것을 즐긴다. 그의 특징은 뭐니 뭐니 해도 요정이라고 말할 때 발작하는 것. 가끔씩 엉뚱한 면을 보이기도 한다.
어렸을 때 티미와 비슷하게 어머니인 데이 크로커에게 무관심을, 비키의 삼촌 리키에게 괴롭힘을 받다가 코스모와 완다를 만나게 된다. 그러나 과거의 코스모와 과거로 온 티미에 의해 수호천사의 존재를 외부에게 알려지게 되어 코스모와 완다와 헤어지게 되었으며 수호천사에 대한 기억이 지워졌다. 그러나 기억이 지워지기 전 수호천사 탐지기 뒷면에 수호천사의 존재에 대한 문장을 적어두어 기억이 지워졌더라도 수호천사의 존재를 알게 되었으며 티미가 수호천사를 가지고 있다는 것을 의심한다. 최고의 어린이 전당에 올려와있으며, 수호천사와 관련된 장소에서 크로커의 흔적이 남아있다. 티미의 주숙적인지라, 악역 중에서 티미를 가장 협조한다.여담으로 크로커는 어렸을때
착했고 티미와 비슷했다.
극장판 Wishology에서는 티미를 협조한다.

### 프랜시스(Francis)
티미의 학교 동급생이자 불량아인 나이 12살 소년. 아이들을 하루가 멀다하고 두들겨패고 돈을 빼앗으며 사물함 안에 감금시키기까지 한다. 그러나 코스모와 완다의 마법에 의해 강력해진 티미에게는 쪽도 못쓰고 당한다. 얼굴이 하얀색 또는 회색이고 덩치가 크다. 티미가 자신의 존재를 없게 해 달라는 소원을 빈 에피소드에서는 얼굴이 살구색이고 인기있는 미식축구 선수가 된다.

### 레미 달러 리치(Remy dollar rich)
본명은 레미 벅시플렌티(Remy Buxeplenty)로, 굉장히 부유한 부모님을 가지고 있지만 부모님의 무관심으로 인해 수호천사인 후안디시모를 데리고 있는 소년이다. 티미에 의해 후안디시모와 헤어진적이 있어 티미를 싫어한다. 자신의 수호천사인 후안디시모가 티미한테 반(半)우호적인 것에 대해서는 이골이 나 있다.

### 다크 레이저(Dark Laser)
원래 티미가 가지고 있던 잡지에 그려진 악당. 티미로부터 마법 복사기로 인해 탄생하여 항상 지구를 파괴하려고 하지만 티미의 방해로 실패하는 악당이다. 이로 인해 어떻게든 티미를 제거하려고 한다. 장난감 강아지 통통이를 매우 귀여워하며 좋아한다. 가끔씩은 티미와 협조하려고도 하지만 티미는 그의 협조를 즐기지는 않고 있다. 다크 레이저는 실제 스타 워즈에 나왔던 캐릭터를 패러디했다고 한다.
극장판 Wishology에서는 어둠을 물리치는 것에 대해 협조한다.

### 안티 코스모 & 안티 완다 (Anti Cosmo & Anti Wanda)
수호천사들은 태어나면서 자신과 반대되는 안티 수호천사를 가지게 되는데, 안티 코스모와 안티 완다는 코스모와 완다의 모델형 안티 수호천사다. 안티 코스모는 코스모와 다르게 지적(안티 수호천사 세계에서는 제일 똑똑한 인물로 나온다.)이지만 안티 완다는 완다와 다르게 멍청하다. 안티 코스모는 자주 출연하여 안티 수호천사들을 조르겐으로부터 구출시키려고 한다.
이 둘은 악당들 중에서 특히 코스모와 완다에게 밀접한 관계와 인연을 맺고 있는 악당이다.

### 펑 (아이렙)
팡의 안티 수호천사. 팡과 달리 네모난 몸체를 가지고 있으며 콧수염이 있고 태어나자마자 말을 할줄 안다. 아기이지만 웬만한 일은 혼자 할 줄 안다. 그리고 잠을 안 자려한다. 자신의 정반대인 팡을 제거하려 들지만 번번이 실패하는 악역. 태어났을 때 얼굴을 드러내기 전, 뒷모습을 보이고 건반 악기를 연주하기까지 했다.

### 픽시사장＆샌더슨(HP & Sanderson)
픽시사장은 픽시들의 대장이고, 샌더슨은 그의 비서이다. 수호천사와는 다르게 삼각형의 모자, 휴대전화(기능은 지팡이와 비슷)를 사용한다. 항상 수호천사 세계를 지배하려고 하지만 항상 티미에게 저지당한다. 랩 음악을 잘한다.

### 노먼(Norm the Genie)
마법의 램프에 갇혀있는 램프의 요정이다. 누군가 마법의 램프를 닦으면 노먼이 나와서 소원을 3가지 들어준다. 수호천사가 되고 싶어 한다.(코스모와 노래 대결로 수호천사가 될 뻔하기도 했다.)
크로커가 마법의 램프를 얻게 되어 노먼을 만나게 되었는데, 티미를 제거하기 위해서 소원을 빌던 크로커가 소원을 더 들어준다는 소원을 빌어 티미를 제거하려고 하나 번번히 실패했다. 이에 노먼은 티미를 화성으로 보내버리라는 소원을 빌라고 하지만 크로커가 계속 무시하자 결국에는 노먼이 크로커를 화성으로 보내버린다.
그러나 노먼은 행방 불명됐다.

### 게리(Imaginary Gary)
본래는 티미의 상상친구였지만, 티미의 소원으로 밖으로 나온 뒤 티미를 점점 괴롭힌다. 티미에 인해 봉인되지만, 후에 탈출하여 버뮤다 삼각지대에 있는 섬에서 살게 된다. 다행히도, 티미는 게리를 거기에서 살게 한다.

### 닥터 블렌더(Dr.Blender)
치과의사이며, 남의 이빨을 매우 탐낸다. 티미의 엄마한테는 맥없이 당하는 것 같다.

### 네가 친(Nega Chin)
크림슨 친의 쌍둥이 남동생이며, 만화 크림슨 친에서 악의 무리의 제왕을 하고 있다.

## 가족

### 티미의 부모님(Timmy's Parents)
티미의 부모님이다. 아빠는 혈통이 분명하지 않으나, 엄마는 구 소련권 혈통을 가졌다. 부모님의 이름은 알려지지 않았으며, 항상 엄마와 아빠로 불린다. 둘 모두 티미를 아끼는 것 같아 보이지만(여자 아이를 낳지 못하여, 아들을 저주하는 것이다.) 항상 비키에게 티미를 맡겨두고 놀러가는 등 무심하기도 하며, 이 때문에 미국 애니메이션 사상 최악의 부모님으로 손꼽히기도 한다.
엄마는 자상하지만 괴짜같은 면(음식을 만들 줄 모르고 화초는 손만 대면 죽어버리는 저주의 손을 갖고 있다.)도 있으며 집을 판매하는 일을 하며, 이중 스파이 이기도 하다.(이중 국적으로, 러시아 국적과 같이 보유.) 또한 고양이 알레르기가 있다. 아빠는 여자 비명소리를 내는 겁쟁이이며 연필 제작회사에서 일한다. 또한 옆집 이웃인 딩클버그를 굉장히 싫어한다.그 이유는 자신이 어렸을 적에 딩클버그가 자신의 미래 부인을 울린 적이 있기 때문이다. 아빠의 꿈은 연필 제작회사 우수사원이 되어서 사진을 거는 것이다. 티미의 엄마는 콘택트 렌즈를 낀다. 또한 아빠는 미스 딤스데일 출신으로, 가끔 여자로 변장할 때가 있다. ("아주 특별한 여름방학 Part1", "The Big Fairy Share Scare" 참고)

## 수호천사

### 조르겐 본 스트랭글(수호천사관리관)
수호천사의 대장, 안티수호천사의 감시자, 시험시관, 수호천사 훈련학교 훈련사범을 겸하는 최강의 수호천사다. 엄청난 근육과 거대한 지팡이로 수호천사들을 압도한다. 하지만 생긴 것에 비해 귀여운 것을 좋아하거나 동화읽기를 좋아하는 별난부분도 있다. 다만 엄청난 근육을 가진 탓에 수호천사들중 유일하게 하늘을 날지 못한다. 공중에 뜨는 경우는 기계에 의존한다.요식업을 한다(에피소드중 피자가게를 운영하고 있는 장면이 있다)
좋아하는 것은 병사들 소집, 다리 부수기, 누군가가 수호천사가 될 때 스테이플러로 날개를 붙이는 것과 때는 것, 근육, 운동이다. 직업이 정확하진 않지만 피자 가게, 빵집 운영을 한다. 이름에서도 볼 수 있듯이 독일 이름이고, 기합 소리가 독일어다(ein zwo, ein zwo!).
이러한 조르겐도 못 당하는 요정이 두명 있으니, 블론다와 빅 대디이다. 블론다는 신경질을 내고, 빅 대디는 엄청난 쓰레기를 쏟아붓기 때문이다.

### 큐피드 (사랑의수호천사)
사랑의 수호천사, 사랑의 짝짓기 쇼의 진행자이자 사랑의 군대의 총 사령관이다. 분홍색 머리와 수호천사와는 다르게 천사날개를 가지고 있다. 요술지팡이가 아닌 화살을 사용한다.

### 빅대디＆코스마&코스아
빅대디는 쓰레기장을 운영하는 완다의 아버지고 코스마는 주부인 코스모의 엄마이다. 둘의 공통점이라면 서로를 사랑한다는 것과 둘의 혼인을 거부했다는 것이다. 코스마가 빅대디를 납치한 적도 있다.
코스아는 한 번만 나왔고 마법에 걸려 파리가 됐다. 그리고 코스아는 코스모와 부전자전이다.

### 후안디시모 마그니피코 (Juandissimo Magnifico)
레미의 수호천사다. 오소리, 코코넛 또는 거북으로 변신해서 다니며 레미의 소원은 규칙에 어긋나는 것을 제외하고는 모두 들어준다. 근육 모양만 볼 때 조르겐과 대등하며 수호천사 온천리조트의 마사지사로 일하고 있다. 완다와 사귄적이 있지만 코스모와 완다가 결혼한 후 헤어졌다. 그러나 후안디시모는 여전히 완다를 사랑한다. 그래서 다른 주인공들보다 코스모가 후안디시모를 숙적으로 두고 있다. 레미한테 항상 짓눌려 다녀서 티미한테도 가끔 붙지만 동맹은 오래가지 않고 그는 다시 레미 편에 붙는다. 하지만 그 후로는 레미의 소원 속에서 괴롭게 살아야 한다.

### 빙키 압둘 (Binky Abdul)
조르겐에게 항상 괴롭힘을 받는 수호천사이다. 그렇지만, 조르겐과는 꽤 친한 사이이다. 원숭이를 좋아한다.

### 만우절 도령 (The April Fool)
요정광대. 만우절 때에 특히 많이 활동하며, 개그를 하고 다니지만 자신의 개그에 아무도 웃지 않는다.

### 이빨요정 (The Tooth Fairy)
조르겐의 아내이며 수호천사 세계에서 가장 미인이다. 사람들의 빠진 이빨을 모으면서 그 대신 볼펜을 놓고간다.

### 닥터 립 스터드웰(Dr.Rip Studwell)
미남 요정의사. 완다와 코스모, 팡의 질병을 치료해준다. 골프치는 것, 간호사와 수다 떠는 것을 매우 즐긴다. 그의 이름을 부를 때에는 항상 립(rip)을 넣어야 만족하는 것 같다.
그러나 대머리라는 사실을 비밀로 하면 병원비가 공짜이다.

### 슈노즈모(Schnozmo)
코스마의 양아들로, 코스모의 형이다. 직업은 사기꾼이며 항상 자기가 슈퍼스타라고 떠벌리고 다닌다. 코가 또한 매우 크다.

## 친구

### A.J(Alan "A.J." Johnson)
티미의 단짝친구. 머리가 대머리인 아프리칸(흑인)이며 공부를 잘하고 부유하다.

### 체스터 (Chester)
티미의 단짝친구. A.J에 비해 가난해서 이동 주택에서 산다. 항상 교정기를 차고 다니는데 이 교정기는 티미에게 많은 도움을 주기도 한다. 그의 아버지는 예전에 최악의 야구 선수였고 항상 박스를 머리에 쓰고 다닌다.(참고로 체스터의
아버지의 얼굴이 공개된 적도 있다.)

### 엘머(Elmer)
얼굴에 커다란 종기를 달고 사는 티미의 학교에 다니는 소년. 엘머의 종기는 똑똑해서 엘머에게 세상을 지배하는 방법을 가르쳐주기도 한다. 참고로 ‘엘머’ 하트맨이라는 이름은 티미의 못말리는 수호천사를 제작한 사람인 부치 하트맨의 본명이다.

### 산제이(Sanjay)
- 성우: 디 브래들리 베이커/임은정

티미와 친해지고 싶어하는 인도계 미국인. 그런데도 티미는 산제이를 무시한다. 대대로 내려오는 해군 가문의 아들이기 때문에 보기와는 다르게 체력이 강하다. 그러나 마음이 연약하여 프랜시스같은 깡패들을 피해다닌다. 시력이 나쁜지 항상 안경을 쓰고 다닌다.

### 트릭시 탱 (Trixie Tang)
중국계 미국인으로, 티미가 짝사랑하는 학교내의 최고 인기녀. 그녀는 티미를 그냥 그저 그런 남자 아이로 취급하여 티미는 항상 트릭시에게 접근하면 그녀의 보디가드에 의해 던져진다. 액션 만화를 좋아하는 남성적인 면도 있다. 트릭시는 자신이 '예쁘다'는 말을 안 들으면 좌절한다.
극장판 Wishology에서는 트릭시가 티미를 좋아하게 된다.

### 베로니카(Veronica Star)
트릭시의 단짝친구. 겉으로는 티미에 대해 무관심한척 하지만 티미를 좋아한다. 그러나 티미는 베로니카의 싸이코같은 면 때문에 그녀를 싫어한다.

### 테드와 채드(Tad and Chad)
공동 학생회장으로, 트릭시, 베로니카와 몰려다닌다. 매우 거만하여 학생들의 미움을 한몸에 받고 있으나 보디가드 때문에 그들에게 좀처럼 접근하는 아이들이 없다.

### 투티(Tootie)
비키의 동생으로, 티미를 무척이나 사랑한다. 그런데 티미는 투티를 귀찮아한다. 체스터처럼 늘 교정기를 끼고 다닌다. 티미를 괴롭히는 비키와 프랜시스를 매우 싫어한다. 하지만 힘이 없기 때문에 후에는 중립을 지키는 척 한다.

### 지미 뉴트론(Jimmy Neutron)
티미가 우연히 다른 우주로 넘어가서 사귀게 된 친구이며 천재소년 지미 뉴트론의 주인공이다.
지미와 티미는 신디라는 친구와 삼각관계로 지내면서 티격태격하지만 때때로 서로도와서 세상을 구하기도 한다. 지미뉴트론은 머리가 너무나 똑똑한 나머지 티미의 수호천사들을 현실까지 왜곡할 수 있는 최첨단 컴퓨터 프로그램으로 생각하고 호감을 느끼는 모습을 보였다. 그 덕분에 친구들중에서는 유일하게 티미의 수호천사의 존재를 알고는 존재이며 동시에 다르면서도 은근히 티미와 비슷한 면이 많은 지미는 티미에게 있어서 절대로 없어선 안될 가장 소중한 친구가 된다. 하지만 한번은 티미는 함께놀 친구가 없자 심심했던 지미와 영웅놀이에 빠져놀다가 스스로계속 진화하면서 세상을 멸망시킬 무시무시한 대악당을 만들어 멍청해진적이 있었으나 지미다음으로 똑똑한 신디 덕분에 위기를 모면한다. 이는 지미의 친구들과 티미의 친구들이 처음으로 만나게 되는 계기가 된다.

## 교사

### 교장 선생님
딤스데일 학교의 교장. 본명은 왁셀플렉스이고 크로커를 짝사랑하지만 그가 요정 연구를 하는 데에는 지긋지긋하다는 태도를 보이고 있다.

### 미스터 비클스(Mr. Bickles)
미술을 사랑하며 거의 매번 베레모를 쓰고 있다. '가면의 마술사' 에피소드에서는 마술사 노릇을 했는데, 사람들에게 외면을 당했고 나중에 '손수건 맨'으로 변신하여 딤스데일을 몽땅 덮어버리려고 했다.

### 마크(Mark Chang)
외계 행성 유고포타미아의 왕자이다. 문어같이 생겼다. 유고포타미아의 외계인들은 지구인들과는 반대로 단것이나 부드러운것을 싫어하고 더러운것을 좋아한다. 등장 초기에는 티미와 싸웠으나 점차 친해지면서 지구에 정착하게 된다. 유고포타미아 외계인 특성상 비키를 사랑하게 된다.

### 주고라
본명은 맨디(Mandie)이며, 마크를 사랑하는 외계인 공주이다. 그러나 마크는 그녀를 사랑하지 않는다. 또한 그녀는 복수심, 증오심이 강해 마크가 주고라와의 결혼에서 도망쳤을 때 마크를 살인하려 쫓아간 적이 있다. 그리고 결혼을 하려는 이유는 마크가 살고있는 '유고포타미아'라는 행성을 지배하기 위해서 이기도 하다.

## 영웅들

### 캣츠맨(Catman)
항상 고양이 복장을 하고 다니는 사람이며, 본명은 아담 웨스트이다. 괴팍한 성격 때문에 아무도 친구가 되어 주지 않는다. 그러나, 티미는 그의 친구이다.

### 크래시 네뷸라(Crash Nebula)
우주의 영웅으로, 티미가 자주 보는 만화영화의 주인공이다.

### 크림슨 친(Crimson Chin)
티미가 좋아하는 만화책과 만화영화의 주인공. 원래는 '찰스 인디고'라는 이름의 기자였는데 방사성에 싸인 남자에게 턱이 물린 뒤 턱이 길어지고 영웅이 되었다. 근육질의 몸을 가지고 있고 하늘을 날며 정의를 지키는 슈퍼맨 계열의 영웅. 큰 턱이 그의 특징이며, 빨간 옷을 입는다. 조수로 클래프트(사실은 티미)가 있다.

### 가면의 마술사
가면의 마술사는 잠깐동안 티미가 슈퍼영웅이된 모습이다. 단한번만 출연하지만 처음에는 자신의 부모님을 위해서 마술사노릇을
했던 것. 그러다가 어떨결에 사람들을 구하게 되면서 범죄와 싸우지만 사실은 수호천사에게 소원을 빌어서 이룬것이다. 그로인해 또 다른
대악당(미스터 비클스가 변신한 '손수건 맨')이 탄생하게 되며 그와협상을 하면서 슈퍼영웅에서 다시 크림슨친의 조수 클래프트로 돌아간다.

## 기타

### 칩 스카일락(Chip Skylark)
10대들에게 인기가 많은 아이돌 가수. 티미가 칩 스카일락의 콘서트에 의해 자신의 생일이 잊혀지자 칩에게 나쁜일이 생기게 해달라는 소원에 의해 티미와 만나게 되었다. 인기스타인 반면에 자만하지 않고 겸손한 성격이라는 것을 알게 된 티미는 칩을 좋아하게 된다. 애니에서는 4가지 노래를 불렀는데 각각 비켜 비키(Icky Vicky), 빛나는 나의 이(My Shiny Teeth and Me), 너의 목소리를 찾아서(Find Your Voice), 생일 축하해 티미(Happy Birthday Timmy)이다.

### 쳇 우베차(Chet Ubetcha)
뉴스의 캐스터. 항상 뉴스를 보도하기 앞서 "저는 쳇 우베차입니다.(I'm Chet Ubetcha.)"라고 말한다. 키가 작은편이다(원래는 컸지만 작아졌다). 티미와 그와의 접촉은 많지 않으나 티미에게 어떤 일이 일어나면 어김없이 나타나는 단골이다.

### 더그 디마돔(Dug Dimmadome)
굉장한 부자 할아버지. 딤스데일의 경기장 딤스데일 디마돔의 소유자이다. 어른들의 꿈을 불태우는 것이 취미인 좀 사악한 면이 있어 악당으로 몰리기도 하지만 티미가 그의 아들을 비키한테서 구해준 적이 있어서 티미에게 굉장한 호감을 가지고 있다. '찍어먹는 치킨 전문점'을 여려다가 '찍어먹는 달걀 전문점'을 열었다.

### 시장(Mayor)
딤스데일의 시장으로 비키와 관련이 많다. 항상 염소 촘피(Chompy)와 같이 다닌다. 염소고기 시음회에 참여한 적이 있어 가끔씩 염소와 마찰을 겪기도 하다.

### 브리트니 브리트니(Britney Britney)
브리트니 스피어스(Britney Spears)의 패러디 캐릭터. 그녀의 특징이라면 항상 등장 이후 어딘가 쫓겨나거나 인기를 잃는다는 것이다.

### 딩클버그 부부 (The Dinklebergs)
아빠가 싫어하는 이웃집 부부. 성격이 착한것 같지만 은근 아빠의 속을 긁는다. 다방면에서 완벽한 부부라 티미 부모님의 상을 많이 뺏어간다.
참고로 Mr. 딩클버그는 먼지와 바닷가재 알레르기가 있다.